# Obrato
Obrato ist eine Aldeia mit zwei Dörfern an der Nordküste von Osttimor. Sie liegen westlich der Mündung des Nördlichen Lacló im Suco Sau (Verwaltungsamt Manatuto, Gemeinde Manatuto). Am Ostufer befindet sich die Gemeindehauptstadt Manatuto. Das Dorf Obrato liegt am Flussufer, während Obrato 1 sich etwas weiter westlich am Ufer der Straße von Wetar befindet. Zur Aldeia Obrato gehören 373 Personen. Die meisten Einwohner sprechen als Muttersprache Galoli.

## Infrastruktur

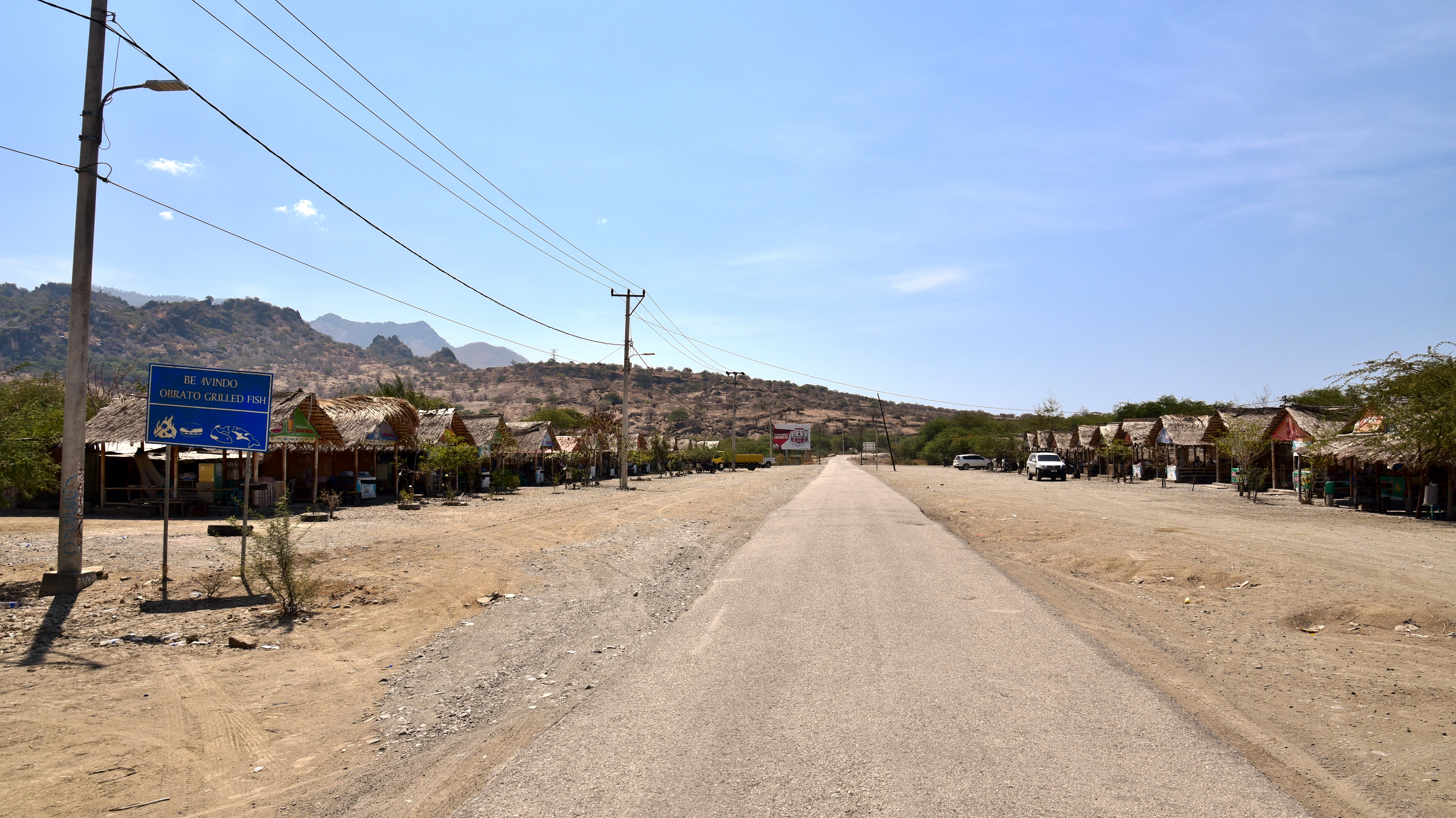
In Obrato an der Überlandstraße

In Obrato gibt es eine Vorschule und eine Schule. Durch die Dörfer führt die Überlandstraße, die nach Westen der Küste bis in die Landeshauptstadt Dili folgt.

## Geschichte
1998 wurde der 21-jährige Herman Dasdores Soares in Obrato von einem indonesischen Soldaten erschossen.